# Thân vương quốc Birkenfeld

Quốc huy của Thân vương quốc Birkenfeld

Thân vương quốc Birkenfeld (tiếng Đức: Fürstentum Birkenfeld), được biết đến sau năm 1919 với tên gọi Vùng Birkenfeld (tiếng Đức: Landesteil Birkenfeld), là một vùng đất tách rời của Đại công quốc Oldenburg và sau đó là Bang tự do Oldenburg từ năm 1817 đến năm 1937, khi nó được sáp nhập vào Vương quốc Phổ. Nó nằm ở vùng Nahe trên tả ngạn sông Rhein và thủ đô của nó là Birkenfeld. Chính phủ được lãnh đạo bởi một Chủ tịch-Chính phủ (Regierungspräsident), người được bổ nhiệm bởi chính phủ Oldenburg.

## Weblinks
- Literatur zum Thân vương quốc Birkenfeld trong thư mục catalogue của Thư viện quốc gia Đức